# محطة الإسعاف

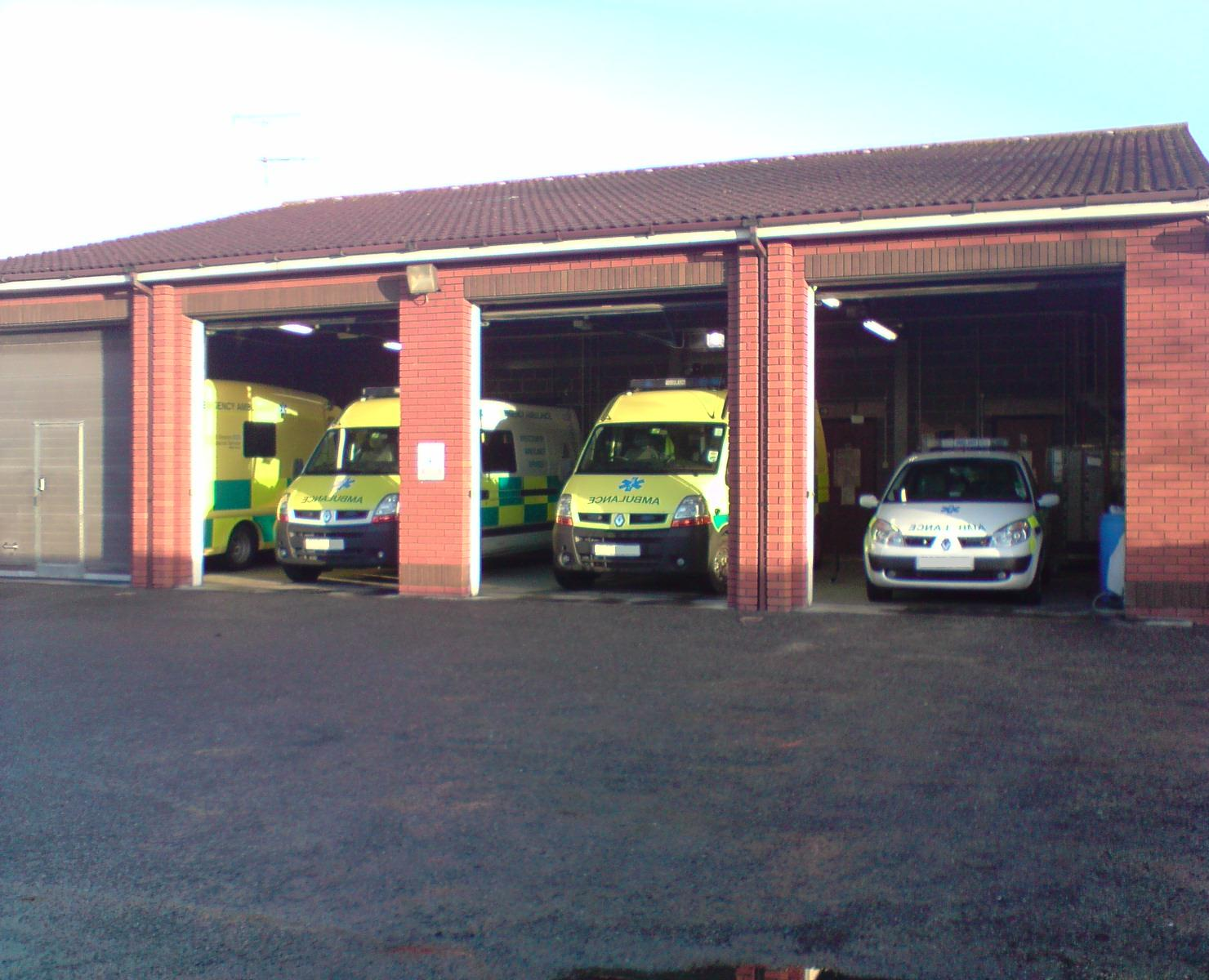
محطة إسعاف نموذجية.

محطة الإسعاف هي منطقة مخصصة لسيارات الإسعاف ومعداتها الطبية، فضلاً عن مساحة العمل والمعيشة لموظفيها.
محطات الإسعاف لديها مرافق لصيانة سيارات الإسعاف، مثل شاحن لبطاريات المركبات. بالإضافة إلى مساحة لتخزين وصيانة المعدات الطبية، وأحيانًا مضخة وقود. وهناك أيضا تسهيلات لطاقم العمال، بما في ذلك المطبخ وأماكن للاستحمام. يختلف الأمر فيما إذا كانت الطواقم تنتظر بشكل روتيني في المحطة نفسها لإجراء مكالمات (كما يفعل رجال الإطفاء بدوام كامل). فإن كانوا يبيتون في المحطة، فستكون لدى المحطة أيضًا نظام تنبيه وأماكن إقامة، بما في ذلك غرف النوم. قد تحتوي المحطات الكبيرة على مكتب مدير أو غرف تدريب.
في بعض الحالات، قد تكون محطات الإسعاف موجودة في موقع مشترك أو بجانب مرافق خدمات الطوارئ الأخرى، مثل مراكز الإطفاء أو مراكز الشرطة، خاصةً عندما يتم تشغيل خدمة الإسعاف بواسطة إدارة الإطفاء.( أي أنه عند الاتصال بخدمة الإطفاء يتم تلقائيا الاتصال بخدمة الإسعاف).
في أقسام الإطفاء التي تدير خدمات الطوارئ الطبية، من الشائع أن تكون سيارات الإسعاف متمركزة في محطات منفصلة، وعادة ما يتم تقاسمها مع جهاز إطفاء الحريق. ومن الأمثلة على ذلك إدارة مكافحة الحرائق في شيكاغو، وإدارة حريق فينيكس، وإدارة حرائق مقاطعة لوس أنجلوس (كما هو موضح في البرنامج التلفزيوني طوارئ!). في خدمات الطوارئ الطبية الأخرى، تكون محطات الإسعاف في محاور مركزية حيث يقوم الطاقم بالبدء بعملهم نهارا والانتهاء من مناوباتهم، لكنهم عادة ما يتجهون إلى «نقاط الاستعداد» في انتظار المكالمات الطارئة. هذا الترتيب شائع في خدمات الإسعاف المستقلة غير التابعة لمؤسسة معينة، وهذا هو النطام المعمول به في إدارة إطفاء مدينة نيويورك.
منذ التسعينيات، كان هناك اتجاه في المملكة المتحدة لتقليل عدد محطات الإسعاف والاعتماد على نقاط الاستعداد للحفاظ على تغطية جميع المناطق.